# ويليام ساندرسون ماكورميك
ويليام ساندرسون ماكورميك (بالإنجليزية: William Sanderson McCormick)‏ هو شخصية أعمال أمريكي، ولد في 2 نوفمبر 1815 في مقاطعة روكبريج في الولايات المتحدة، وتوفي في 27 سبتمبر 1865 في جاكسونفيل في الولايات المتحدة.